# Frank Brangwyn
Sir Frank William Brangwyn (12 de maig de 1867 - 11 de juny de 1956) va ser un artista, pintor, aquarel·lista, gravador i il·lustrador virtuós i dissenyador anglo-gal·lès.
Hi ha obra seva al Museu Nacional d'Art de Catalunya

## Biografia
Va néixer a Bruges, Bèlgica, on el seu pare es va traslladar després de guanyar un concurs organitzat pel Gremi belga de Sant Tomàs i Sant Lluc per dissenyar una església parroquial. Els seus cognoms van ser registrats com Guillaume François. El 1874 la família es va traslladar al Regne Unit. El 1896, es va casar amb Lucy Ray, qui va morir el 1924. No van tenir fills. Va tenir un romanç amb Ellen Kate Chesterfield, que va produir un fill, James Barron Chesterfield-Brangwyn, nascut a 1885 (estimat) a Mevagissey, Cornwall, Anglaterra).
Durant els anys 30 del segle XX i conjuntament amb el pintor català Josep Maria Sert va realitzar l'ambiciosa decoració mural del vestíbul de l'edifici RCA (posteriorment anomenat GE Building) del Rockefeller Center de Nova York.